# Charles Paultre
Charles Paultre est un homme politique français né le 19 août 1809 à Sancoins (Cher) et décédé le 29 octobre 1872 à Dampierre-sous-Bouhy (Nièvre).

## Biographie
Notaire, il est représentant de la Nièvre de 1871 à 1872, siégeant au centre droit. 